# Eva Ionesco

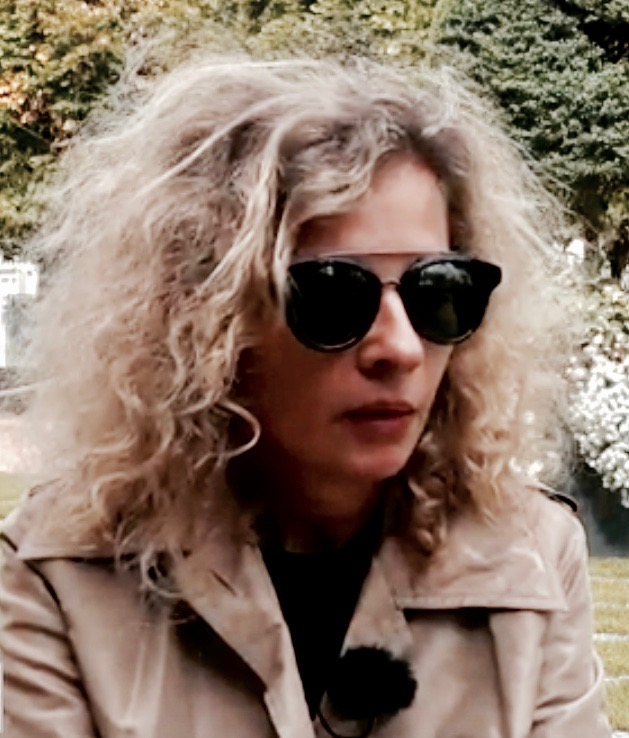
Eva Ionesco, 2018

Eva Ionesco (* 18. Juli 1965 in Paris) ist eine französische Schauspielerin, Filmregisseurin und ein früheres Fotomodell.

## Leben
In den 1970er-Jahren wurde Ionesco als in der Öffentlichkeit umstrittenes kindliches Aktmodell ihrer Mutter, der Fotografin Irina Ionesco, sowie von Jacques Bourboulon bekannt. Im Oktober 1976 erschien in der italienischen Ausgabe des Playboy eine von Bourboulon erstellte Fotoserie mit ihr. Damit war sie das jüngste Nacktmodell in der Geschichte dieser Zeitschrift. Am 23. Mai 1977 veröffentlichte Der Spiegel auf seiner Titelseite ein von ihrer Mutter aufgenommenes Aktfoto der pubertierenden Eva Ionesco mit erotisierenden Accessoires, die Überschrift lautete „Die verkauften Lolitas“. Das führte erstmals in der bundesdeutschen Geschichte am 23. Juli desselben Jahres zu einer Rüge des Deutschen Presserats wegen Sexismus.
Ihr Schauspieldebüt gab Eva Ionesco 1976 im Spielfilm Der Mieter von Roman Polański. Weitere Filmrollen bestärkten ihr Image als „Lolita“. Aus dem US-amerikanischen Softsexfilm Spermula (1976) wurde ihre Rolle vor der Veröffentlichung wieder herausgeschnitten, da sie in sehr freizügigen Posen zu sehen war. In der im Spätsommer 1976 gedrehten und 1977 veröffentlichten italienisch-deutschen Koproduktion Spielen wir Liebe trat Eva Ionesco – bei den Dreharbeiten erst elf Jahre alt – neben der gleichaltrigen Lara Wendel in freizügigen Nackt- und Softsex-Szenen mit Martin Loeb auf. In ungeschnittener Fassung sind Aufführung, Verbreitung und Besitz dieses Films seit 2006 in Deutschland nach § 184b StGB (Kinderpornografie) gerichtlich verboten (AG Karlsruhe, 31 Gs 1824/06). 
Ende der 1970er Jahre schaltete sich das Jugendamt ein und die Mutter verlor das Sorgerecht. Seitdem hatte Ionesco keinen Kontakt mehr zu ihrer Mutter, sie wuchs in einer Pflegefamilie auf.
Mitte der 1980er Jahre besuchte Ionesco die Schauspielschule des Théâtre des Amandiers in Nanterre. Seitdem ist sie regelmäßig in Nebenrollen in französischen Spielfilmen, Fernsehfilmen und -serien sowie auch auf der Theaterbühne zu sehen. Nach 2000 trat sie auch als Fotografin an die Öffentlichkeit. Ihre Bilder stellte sie in einigen Galerien in Paris sowie im Internet aus. 
2011 legte Ionesco mit I’m Not a F**king Princess ihr autobiografisch gefärbtes Spielfilmdebüt vor, in dem ihre Mutter von Isabelle Huppert, sie selbst von Anamaria Vartolomei dargestellt wurde. Der Film brachte Ionesco 2012 eine César-Nominierung ein. Am 12. November 2012 verklagte sie ihre Mutter auf Schadenersatz in Höhe von 200.000 Euro und Herausgabe aller Nacktfotos, die ihre Mutter in den 1970er Jahren von ihr angefertigt hatte. Das Gericht ordnete die Rückgabe von Negativen an und sprach Eva Ionesco 10.000 Euro Schadenersatz zu, wies weitergehende Forderungen jedoch ab.
Ionesco ist mit dem französischen Schriftsteller Simon Liberati verheiratet.

## Filmografie und Theater
Darstellerin
- 1976: Spermula
- 1976: Der Mieter (Le Locataire)
- 1977: Spielen wir Liebe (Alternativtitel: Maladolescenza)
- 1978: Herzflimmern in St. Tropez (L’Amant de poche)
- 1980: Die Mädchen vom Erziehungsheim (Journal d’une maison de correction)
- 1982: Meurtres à domicile
- 1983: Grenouilles
- 1985: La Nuit porte jarrettelles
- 1985: Les Nanas
- 1987: Jeux d’artifice
- 1987: Hotel de France
- 1987: Résidence surveillée
- 1987: Die Verliebte (L’Amoureuse)
- 1989: L’Orchestre rouge
- 1990: Monsieur
- 1992: La Sévillane
- 1993: Das Leben der Anderen (Comment font les gents)
- 1993: Rupture(s)
- 1993: Grand bonheur
- 1994: Montparnasse-Pondichéry
- 1995: Pullman Paradis
- 1996: Liebe und Lügen (L’Appartement)
- 1996: Immer wieder die Frauen (Encore)
- 1997: Romaine
- 1997: Vive la République!
- 1998: La Patinoire
- 1999: Marabus! (Adieu, plancher des vaches!)
- 2000: Paris, mon petit corps est bien las de ce grand monde
- 2001: Un aller simple
- 2003: Eher geht ein Kamel durchs Nadelöhr… (Il est plus facile pour un chameau…)
- 2003: Un homme, un vrai
- 2003: Qui perd, gagne!
- 2003: Im Schatten der Wälder (Cette femme-là)
- 2004: Je suis votre homme
- 2004: Wenn ich ein Star bin (Quand je serai star)
- 2005: Les Invisibles
- 2005: Venus und Apollo (Vénus & Apollon)
- 2006: Ecoute le temps
- 2008: J’ai revé sous l’eau
- 2008: A l’est de moi
- 2009: La Famille Wolberg
- 2010: Crime
- 2013: Gestrandet (Les Déferlantes) – Regie: Eléonore Faucher

Regie
- 2006: La Loi de la forêt
- 2010: I’m Not a F**king Princess (Je ne suis pas une princesse)

Theater
- Lola et toi et moi, Regie: N.Schmidt.
- La voixe humaine Jean Cocteau, Regie: M.Mastor.
- 1987: Penthésilée & La petite Catherine de Heilbronn von Heinrich von Kleist, Regie: Pierre Romans
- 1987: Platanov von Anton Tschechow, Regie: Patrice Chéreau
- 1988: Le retour au désert von Bernard-Marie Koltès, Regie: Patrice Chéreau
- 1988: Le conte d'hiver von William Shakespeare, Regie: Luc Bondy
- 1988: Chroniques d'une fin d'après-midi von Anton Tschechow, Regie: Pierre Romans
- 1991: Ecrit sur l'eau von Eric Emmanuel Schmitt, Regie: Niels Arestrup
- 1992: Le sang des fraises von Catherine Bidaut, Regie: Daniel Pouthier